# Доаш
Доаш (на френски: Doische) е селище в Южна Белгия, окръг Филипвил на провинция Намюр. Населението му е около 2800 души (2006).